# Oleksij Petscherow
Oleksij Iwanowytsch Petscherow (ukrainisch Олексій Іванович Печеров; englische Transkription: Oleksiy Ivanovich Pecherov; * 8. Dezember 1985 in Donezk, USSR, Sowjetunion) ist ein ukrainischer Basketballspieler, der unter anderem in der am höchsten dotierten Profiliga NBA spielte sowie in verschiedenen höchsten Spielklassen in Europa. Die größten Erfolge feierte Petscherow bislang mit dem BK Kiew in seiner Heimat, mit dem er 2005 ukrainischer Meister und 2007 Pokalsieger wurde.

## Karriere als Spieler

### Vereine
Oleksij Petscherow begann mit dem Basketballspielen mit 15 Jahren. Zunächst spielte er für Polytechnik Charkiw. Hier fiel er auf und wurde für die U-20-EM 2004 in die Juniorenauswahl der Ukraine berufen. Er wurde in allen Spielen eingesetzt und erreichte einen Schnitt von 12 Punkten. Es folgte der Wechsel zum BK Kiew, mit dem er 2005 ukrainischer Meister wurde. Zum Beginn der Saison 2005/2006 ging Petscherow ins Ausland, zum Paris Basket Racing. Er wurde 2006 an 18. Position von den Washington Wizards gedraftet, blieb jedoch wegen eines gültigen Vertrags noch ein Jahr in der Ukraine. Wegen einer in der Vorsaison erlittenen Verletzung kam Petscherow erst im Januar 2008 zu seinem Debüt in der NBA. Nach zwei Spielzeiten wechselte Petscherow von Wizards zu Minnesota Timberwolves im Rahmen eines Spielertauschs. Nach einem Jahr in Minnesota wechselte er 2010 zurück nach Europa, um mit Olimpia Milano in der italienischen Meisterschaft und der Euroleague zu spielen. Nach einem Jahr in Italien kehrte er zur Saison 2011/12 in die Ukraine zu Asowmasch Mariupol zurück. Neben der ukrainischen Meisterschaft, wo zwei Mal die Vize-Meisterschaft (2012, 2013) gelang, spielte er mit Asowmasch im ULEB Eurocup und in der VTB United League. Hier wurde er in der Saison 2012/13 zum besten ukrainischen Spieler ernannt. In der folgenden Saison hatte er einen Ein-Monats-Vertrag beim spanischen Erstligisten aus Valencia in der Liga ACB, der jedoch nicht verlängert wurde. Im Januar 2014 schloss sich Petscherow daraufhin dem EuroChallenge 2012/13-Gewinner Krasnye Krylja im russischen Samara an.

### Nationalmannschaft
Oleksij Petscherow nahm mit der ukrainischen Basketballnationalmannschaft an der EM 2005 und der EM 2011 teil. Es hat jedoch bei beiden Turnieren nicht für die vorderen Ränge gereicht.

## Auszeichnungen und Erfolge

### Mit der Mannschaft
- Meister Ukraine: 2005

### Persönliche Auszeichnungen
- Bester ukrainischer Spieler der VTB United League 2012/13.